# Natural Language Toolkit
Il Natural Language Toolkit (toolkit per il linguaggio naturale), più comunemente conosciuto come NLTK, è una suite di librerie e programmi per l'analisi simbolica e statistica nel campo dell'elaborazione del linguaggio naturale (in inglese NLP, natural language processing) principalmente in lingua inglese scritta in linguaggio Python. È stata sviluppata da Steven Bird ed Edward Loper al Department of Computer and Information Science dell'Università della Pennsylvania. NLTK include strumenti grafici e dati di esempio ed è accompagnato da un libro che espone i concetti alla base dei problemi di linguaggio naturale risolti dai programmi del toolkit, oltre a un cookbook per le procedure più comuni.
NLTK punta a supportare la ricerca e l'insegnamento dell'NLP e di altri campi correlati, come la linguistica, le scienze cognitive, l'intelligenza artificiale, l'information retrieval, e il machine learning.
NLTK è stato usato con successo come ausilio all'insegnamento, come strumento per lo studio individuale e come piattaforma per prototipare e sviluppare strumenti di ricerca. NLTK è stato utilizzato in corsi universitari tenuti in trentadue istituti statunitensi e in venticinque paesi. Le procedure supportate da NLTK comprendono classificazione, tokenizzazione, stemming, tagging, parsing, e semantic reasoning.